# Cerro Blanco, Pénjamo
Cerro Blanco är en ort i Mexiko.   Den ligger i kommunen Pénjamo och delstaten Guanajuato, i den centrala delen av landet, 300 km väster om huvudstaden Mexico City. Cerro Blanco ligger 1 927 meter över havet och antalet invånare är 163.
Terrängen runt Cerro Blanco är kuperad. Runt Cerro Blanco är det ganska tätbefolkat, med 104 invånare per kvadratkilometer. Närmaste större samhälle är Pénjamo, 6,2 km öster om Cerro Blanco. I omgivningarna runt Cerro Blanco växer huvudsakligen savannskog.